# Monetazione di Cosa
La monetazione di Cosa riguarda un gruppo di monete che recano l'etnico COZANO o COSANO.
Queste monete sono state coniate a Cosa (o Cossa) Vulcentium, una colonia romana che si trovava tra i centri di Portus Herculis e Graviscæ.
Plinio il vecchio l'indica come dipendente da Vulci e colonizzata da Roma: "Cossa Vulcentium a populo romano deducta".
La deduzione della colonia è del 273 a.C. stante quanto scritto sulle epitomi di Livio e da Velleio Patercolo.

## Le monete
La monete con la scritta COZANO o COSANO sono generalmente trovate in Etruria, da qui l'attribuzione a questo centro anziché ad altri centri nell'Italia meridionale.
I tesori più rilevanti vedono le monete di Cosa principalmente assieme a monete di Roma e poi a monete di Neapolis, Cales, Suessa, Teanum, colonie o alleati di Roma che hanno coniato tra il 270 ed il 210.
Le monete sono quindi monete coniate da una colonia romana nell'ambito dell'autonomia che avevano le colonia nel III secolo.
Dal punto di vista stilistico le monete sono strettamente affini ai bronzi romani con i tipi di Minerva / protome equina.
I tipi sono due:
Marte e Minerva.
Le monete del tipo "Marte" presentano al dritto la testa della divinità barbata ed elmata ed al rovescio la testa di cavallo con testiera, posto sopra un delfino che nuota. Sono presenti due varianti: in una il cavallo è volto a sinistra e nell'altra a destra.
Le monete del tipo "Minerva" presentano al dritto una testa femminile con un elmo corinzio e la legenda COZA. Questa testa è interpretata o come la dea Minerva oppure, data le legenda, come la personificazione di Cosa. Al rovescio è raffigurato una protome di cavallo con testiera. La legenda è COSANO  o COZANO

## Pesi
Le monete hanno pesi medi uguali a quelli delle monete romane contemporanee.